# Minho (Corunha)
Minho (em galego, Miño) é um município da Espanha da comarca de Betanzos na província da Corunha, comunidade autónoma da Galiza, de área 35,9 km² com população de 5 256 habitantes (2007); densidade: 146,4 hab./km².
Situa-se a 27 quilómetros a este da Corunha, a uma baixa altitude - apenas 10 metros acima do nível médio das águas do mar.
Gentílico: Minhense (Miñense em castelhano e galego).

## Principais festividades
- 27 a 29 de Junho: Festas em honra do santo patrono, São Pedro.
- 16 de Julho: Festas em honra de Nossa Senhora do Carmo.

## Demografia
| Variação demográfica do município entre 1991 e 2004 | Variação demográfica do município entre 1991 e 2004 | Variação demográfica do município entre 1991 e 2004 | Variação demográfica do município entre 1991 e 2004 |
| --------------------------------------------------- | --------------------------------------------------- | --------------------------------------------------- | --------------------------------------------------- |
| 1991                                                | 1996                                                | 2001                                                | 2004                                                |
| 5074                                                | 4817                                                | 4970                                                | 5089                                                |

1. ↑  «Cifras oficiales de población resultantes de la revisión del Padrón municipal a 1 de enero» (ZIP). www.ine.es (em espanhol). Instituto Nacional de Estatística de Espanha. Consultado em 19 de abril de 2022
2. 1 2  «Significado de minhense no Dicionário Estraviz». www.estraviz.org. Consultado em 29 de julho de 2021